# Pierścień Kerry

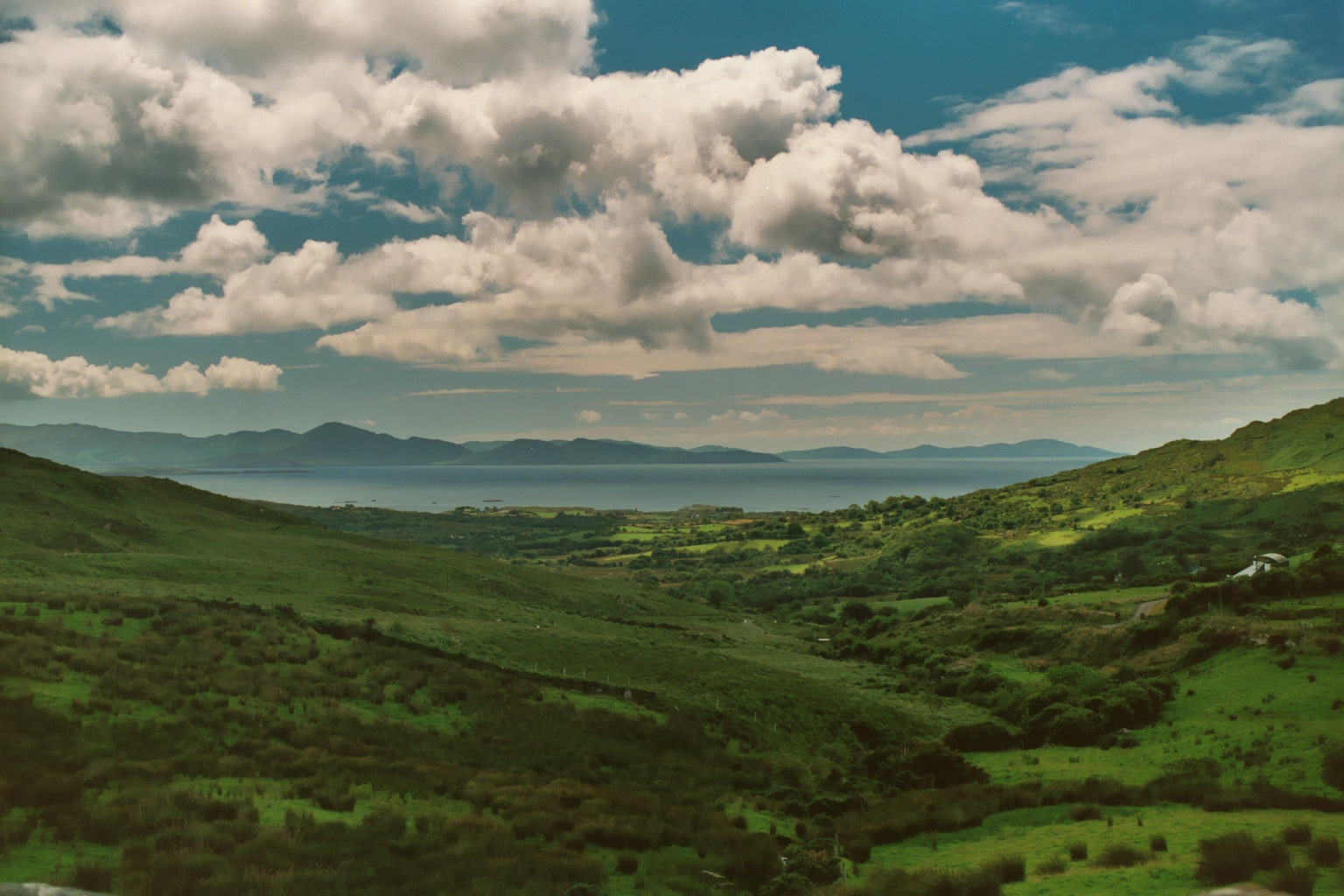
Pierścień Kerry

Pierścień Kerry (ang. Ring of Kerry, Kerry Ring; irl. Mórchuaird Chiarraí) – szlak turystyczny w hrabstwie Kerry w południowo-zachodniej Irlandii biegnący dookoła półwyspu Iveragh na zachodnim brzegu Irlandii, długość ok. 180 km. 
Bardzo malownicza trasa biegnie przez wioski rybackie, niewielkie góry, wybrzeże Oceanu Atlantyckiego. Zwykle turyści zaczynają podróż w Killarney. Dalej przez Killorglin, Cahersiveen, Waterville, Sneem i Kenmare. Po drodze można zwiedzać: Muckross House (w pobliżu Killarney), Staigue Fort, Derrynane House, dom Daniela O'Connella, grodzisko Staigue Fort, przełęcz Moll, wodospad Torc, wszystkie zlokalizowane w Parku Narodowym Killarney.